# Emilio Farina
Emilio Farina (Brescia, 25 ottobre 1929) è un ex calciatore italiano, di ruolo ala destra.

## Carriera
Dopo un prestito nel Sulcis, precisamente nella Carbosarda, che in quegli anni era una specie di "colonia bresciana" (vi giocavano Trenzani, Vincenzi, Turotti, Dioni), ha fatto il suo esordio in Serie B nel Brescia a Lucca, il 14 settembre 1952 in Lucchese-Brescia (0-0).
Per tre anni ha militato nel Brescia, totalizzando 39 presenze in Serie B e 8 reti realizzate.
Nel 1955 è stato ceduto al Monza, dove ha disputato altre 10 partite nella serie cadetta e realizzato una rete.
Rientrato l'anno successivo al Brescia, viene posto in lista di trasferimento.